# Osteocephalus pearsoni
Osteocephalus pearsoni là một loài ếch thuộc họ Nhái bén.
Loài này có ở Bolivia, Brasil, và Peru.
Môi trường sống tự nhiên của chúng là rừng ẩm vùng đất thấp nhiệt đới hoặc cận nhiệt đới, xavan ẩm, đầm nước, hồ nước ngọt, đầm nước ngọt, và đầm nước ngọt có nước theo mùa.
Chúng hiện đang bị đe dọa vì mất môi trường sống.